# Três Princípios do Povo
Os Três Princípios do Povo (chinês tradicional: 三民主義; chinês simplificado: 三民主义; pinyin: Sān Mín Zhǔyì), também conhecido como Doutrina San-min ou ainda, Tridemismo, é uma filosofia política e Socioeconomica do espectro socialista desenvolvida por Sun Yat-sen como parte de uma filosofia para fazer uma nação atingir o status de "Bem-estar social" através de uma revolução feita por um Partido do povo. O pensamento evoluiu após a morte de Sun Yat-sen, se espalhando em menor escala para outras nações em forma de pequenos movimentos ou grupos políticos de esquerda e de direita, de forma Eclética. O tridemismo é composto por três sub-doutrinas, chamadas de Princípio de Nacionalismo, Princípio de Democracia e o Princípio de Subsistência; também possuí como vertente o Maoísmo, sendo que, dentro do pensamento Mao Zedong, existem ainda os Novos Três Princípios do Povo, criado a partir da visão de Mao sobre o pensamento tridemista durante a Guerra Civil Chinesa e a Revolução Cultural. Sua influência e legado de implementação é mais aparente no governo da República da China, que atualmente administra Taiwan, Penghu, Kinmen e as ilhas Matsu. Essa filosofia também é considerada como peça fundamental na política da República da China pelo Kuomintang. Os princípios também aparecem na primeira linha do Hino Nacional da República da China.

## Origem

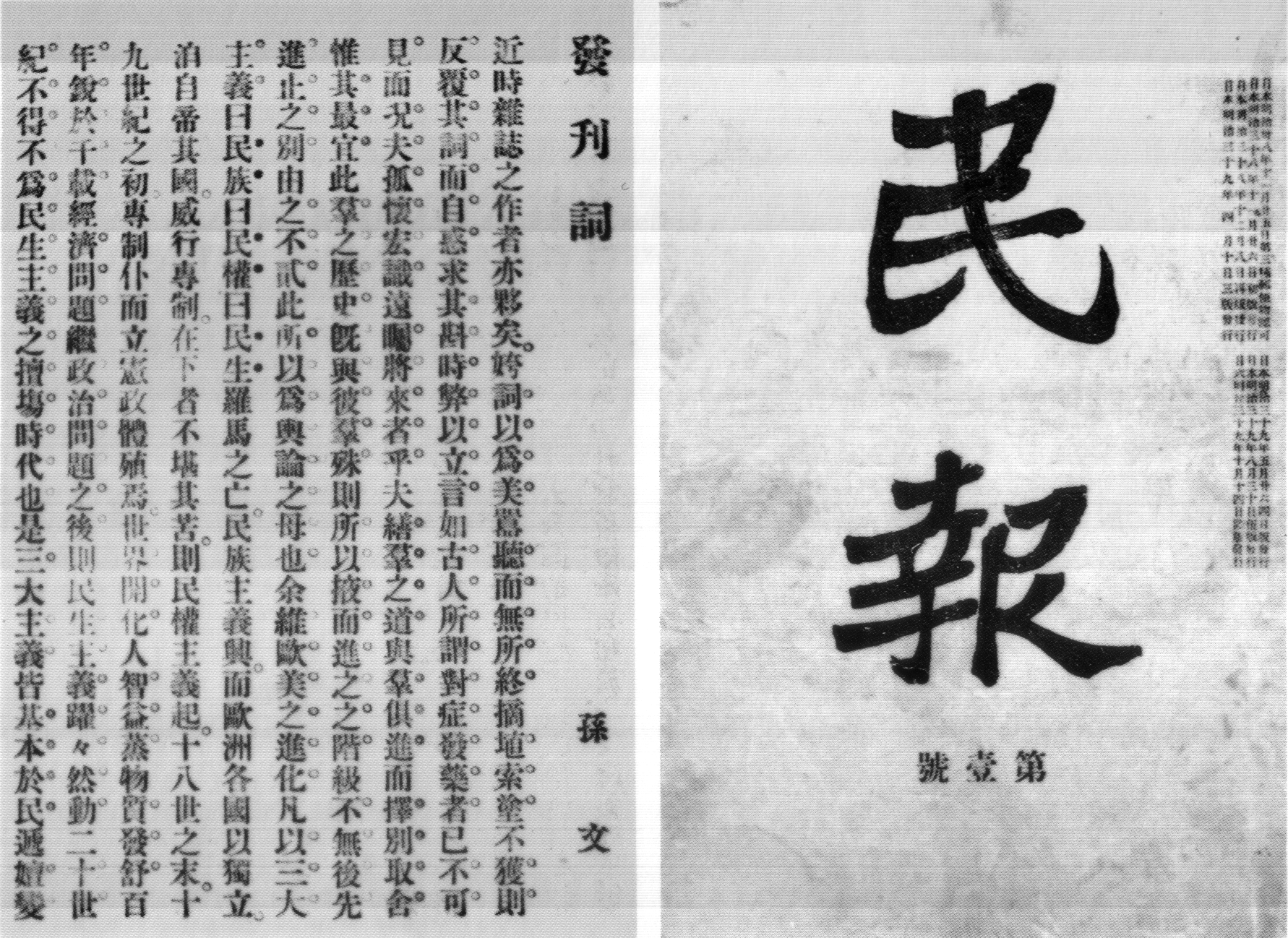
O conceito apareceu pela primeira vez no jornal Ming Bao em 1905 como "Três Grandes Princípios" (三大主義) ao invés de "Três Princípios do Povo" (三民主義).

Em 1894, quando a Sociedade para a Regeneração Chinesa foi formada, Sun Yat-sen havia criado somente dois princípios: nacionalismo e democracia. Ele não havia desenvolvido o terceiro princípio, bem-estar social, até sua viagem de três anos para a Europa (1896–1898).  Ele não anunciou suas idéias até à primavera de 1905, quando estava na Europa novamente. Sun estava em Bruxelas quando fez seu primeiro discurso sobre os "Três Princípios do Povo". Sun foi capaz de organizar em muitas cidades a Sociedade para a Regeneração Chinesa. Havendo cerca de 30 membros em Bruxelas, 20 em Berlim e 10 em Paris. Depois que Tongmenghui foi formado, Sun publicou no editorial Min Bao (民報). Esta foi a primeira vez em que suas ideias foram expostas. Mais tarde, na edição de aniversário da Min Bao, seu longo discurso sobre os três princípios foram impressos.
Acredita-se que a ideologia é fortemente baseada nas experiências de Sun nos Estados Unidos e contém elementos do movimento progressista americano e a linha de pensamento do Discurso de Gettysburg de Abraham Lincoln, "governo do povo, pelo povo, para o povo", servindo como inspiração para os Três Princípios. Os Três Princípios do Povo de Sun Yat-sen é como uma extensão do guia para a modernização da China, desenvolvido por Hu Hanmin.

## Ideologia

### Tridemismo Histórico
O Tridemismo histórico é a experiência tridemista aplicada na pratica na China, Singapura e Taiwan, sendo usado como argumento - por tridemistas - para justificar sua funcionalidade e ideia, sem se basear em teorias; por outro lado, a oposição ao tridemismo difere desta visão, não acreditando que houve de fato uma experiência tridemista em especifico na China Republicana devido a turbulência política e social que o país vivia - mas sim, de jure:

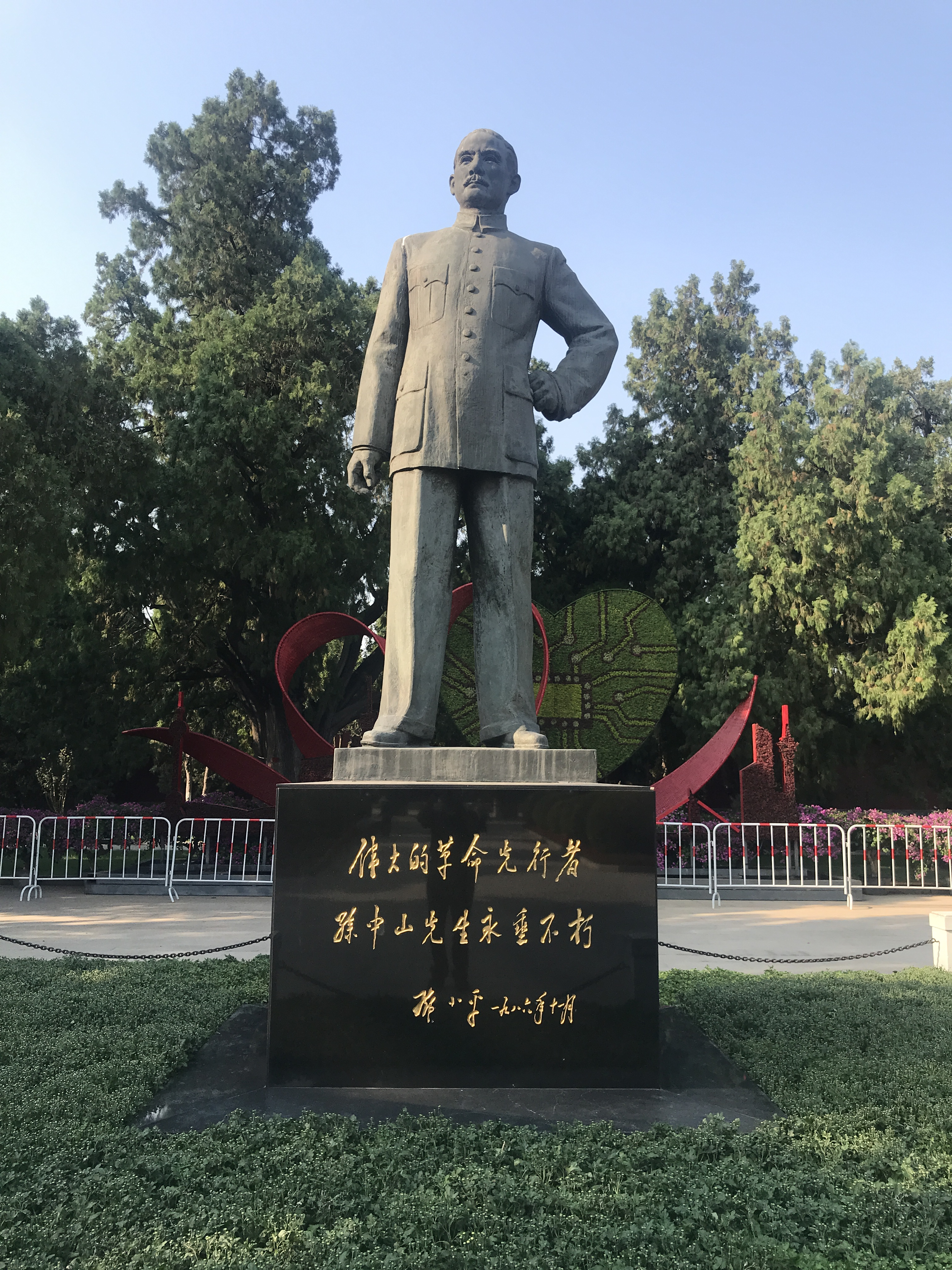
Sun Yat-sen (estatua na imagem), após formar o que seriam os três princípios, buscou aplicar-lo a China após a Revolução Xinhai, sendo mencionados na atual Constituição de Taiwan.

#### Mínzú (Nacionalismo)
O princípio Mínzú (民族主義, Mínzú Zhǔyì) é comumente referido como "Nacionalismo", literalmente "Populismo" ou "Governo do Povo". Sun Yat-sen se refere à independência do domínio imperialista. Para alcançar isso Sun acreditou que a China deveria desenvolver o "nacionalismo chinês", Zhonghua Minzu, em oposição a um "nacionalismo étnico", então unindo todas as diferentes etnias da China, composta principalmente por cinco grupos étnicos majoritários, sendo eles os Han, Mongóis, Tibetanos, Manchus e os Uigures, que juntos são simbolizados pela Bandeira das Cinco Cores da Primeira República (1911–1928). Este sentimento de nacionalismo é diferente da ideia de "etnocentrismo", que equivale ao mesmo significado de nacionalismo na língua chinesa. Sun argumenta que "minzu", que pode ser traduzido como "povo", "nação" ou "raça", é definida através da partilha comum de sangue, modo de vida, religião, língua e costumes.

##### Mínquán (Democracia)
O princípio Mínquán (民權主義, Mínquán Zhǔyì) é comumente referido como "Democracia", literalmente "O Poder do Povo" ou "Governado pelo Povo". Para Sun, é representado pelo governo constitucional do ocidente. Ele dividiu a política de sua China ideal em dois 'poderes': o poder da política e o poder do governo.
O poder da política (政權, zhèngquán) são os poderes do povo para expressar seus desejos políticos, semelhante aos parlamentos de outros países, e representados pela Assembleia Nacional. Há quatro desses poderes: eleição (選舉), recall (罷免), iniciativa popular (創制) e referendo (複決). Esses poderes podem ser equiparados aos "direitos políticos".
O poder do governo (治權, zhìquán) são os poderes da administração. Sun expandiu a teoria constitucional euro-americana de um governo de três ramos e o sistema de pesos e contrapesos incorporando a tradição administrativa chinesa para criar um governo de cinco ramos, sendo cada um deles chamados de Yuan (院, yuàn, literalmente "corte"). O Yuan Legislativo, o Yuan Executivo e o Yuan Judiciário provém da teoria de Montesquieu, enquanto o Yuan de Controle e o Yuan de Exames provém da tradição chinesa. (O Yuan Legislativo foi inicialmente concebido como um ramo do governo, não como um parlamento).

#### Mínshēng (Bem-estar socialouSubsistência)
O princípio Mínshēng (民生主義, Mínshēng Zhǔyì) é comumente referido como "O Bem-estar do Povo" ou "Governo para o Povo". O conceito pode ser entendido como o bem-estar social da população e como uma crítica direta às imperfeições tanto do socialismo quanto do capitalismo. Neste princípio Sun foi influenciado pelo pensador americano Henry George, assim planejando implantar uma reforma tributária georgista. O imposto sobre o valor da terra em Taiwan é um legado desta reforma. 
Sun dividiu o bem-estar em quatro áreas: roupas, comida, habitação e transporte; e planejou como um governo ideal poderia cuidar dessas áreas para seu povo. Sun morreu antes de ser capaz de explicar plenamente sua visão desse princípio, o que tem sido alvo de muito debate tanto no Partido Nacionalista quanto no Partido Comunista. Sun Yat-sen escreveu o Mínshēng no contexto chinês, mas não abordou os detalhes antes de morrer. Chiang Kai-shek aprofundou o princípio Mínshēng tanto na importância do bem-estar social quanto nas atividades recreativas para uma China modernizada em 1953 na ilha Formosa, Taiwan.

### Tridemismo em Geral

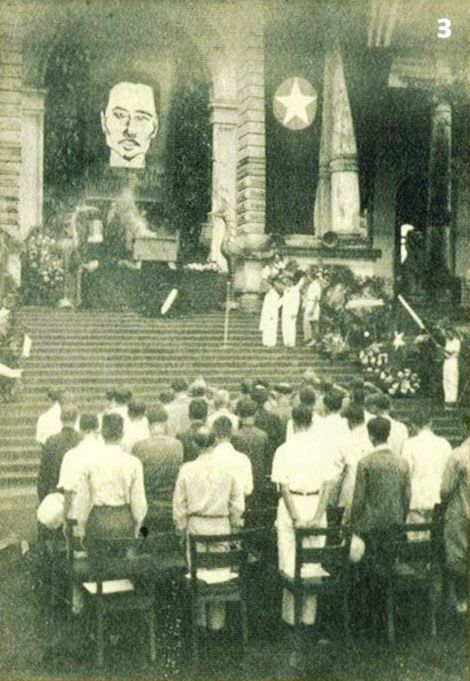
A partir de 1920, grupos socialistas e comunistas de síntese tridemista começaram a surgir como resposta direta ao Anti-imperialismo. No vietnã, o Partido Nacionalista do Vietnã (imagem) deu inicio a guerrilhas na véspera dos anos 1930 e posteriormente durante a Guerra do Vietnã.

#### Nacionalismo
O Nacionalismo aborda uma posição Anti-imperialista e Anti-colonial, favorecendo a Autodeterminação e a independência do país de forma econômica, política e militar. Pelo menos para Sun Yat-sen, o nacionalismo era fundamental para uma nação se consolidar na geopolítica, e esta independência plena só poderia ser alcançada através da revolução, bem como os outros dois princípios cunhados pelo mesmo.

#### Democracia
O Tridemismo acredita que exista um processo evolutivo do governo pós-revolucionário, processo este que teria de acordo com o tridemismo histórico ocorrido em Taiwan; inicialmente como um governo revolucionário e paralelo as forças centrais, procurando se desvincular da estrutura antiga do governo; seguido do "Governo Tutelado" onde o Partido do Povo, que seria liderado e teria representação do povo, governaria e estabeleceria um governo, preparando-o para a criação de um governo constitucional de sistema de partido dominante.

#### Subsistência
O Princípio de subsistência foi o ultimo introduzido por Sun Yat-sen, sendo também o maior princípio que difere o tridemismo do Marxismo em geral. A Subsistência seria a aplicação de uma economia mista onde a propriedade privada existiria, mas seria regulamentada e estaria sob a jurisdição do estado, que a esta altura, seria controlado apelo povo através do "Partido do Povo", dando liberdade econômica e equilibrando as classes sociais de forma que a luta de classes fosse mediada e a burguesia perderia seu poder, transformando tanto a Classe baixa quanto a Classe alta em uma só classe, alcançando assim o conceito de justiça social e atingindo o status de "Bem-Estar Social".

## Revisionismo
Após a morte de Sun Yat-sen e a Divisão Nanjing-Wuhan, os partidos nacionalista e comunista (na China) passaram a idealizar e revisar os pensamento tridemista, procurando complementar o Três Princípios do Povo (Livro);

### Releitura Maoista
O Maoísmo (ou "Pensamento Mao Zedong") compreende os Três Princípios do Povo e particularidades do Comunismo como crucial para o desenvolvimento da nação após a revolução e implementação de um novo governo popular que podem ser encontradas no pensamento da Nova Democracia. Ainda para Mao, o Partido Nacionalista traiu o tridemismo e já não representava mais os interesses populares; reinvindicando pra sí o legado revolucionário de Sun Yat-sen a partir do ínicio da Grande Marcha. A Releitura de Mao Tsé-tung sobre os três princípios compreende-se por:
"A república democrática da China que queremos implantar agora só pode ser uma república democrática sob ditadura conjunta de todos os que se opõem ao imperialismo e ao feudalismo, dirigida pelo proletariado, quer dizer, uma república de democracia nova, uma república dos novos Três Princípios do Povo genuinamente revolucionários mais as suas Três Grandes Políticas."

### Releitura Chianguista
O Chianguismo, também conhecido como "Pensamento Chiang Kai-Shek", revisita a ideologia partindo de uma ponto de vista que ainda é muito debatido entre os acadêmicos. Para Keith Schopp, o chianguismo é o contrario de todo o pensamento tridemista, e busca fundir o Nacionalismo, o Autoritarismo e o Cristianismo, em um sistema próximo do Fascismo. Toda via, Jonathan Fenby, contraría que Chiang Kai-Shek seria capitalista ou completamente anticomunista.

## Relações com outros pensamentos

### Marxismo e Comunismo
O tridemismo apesar de ser do campo de ideias ligado ao socialismo e não serem adeptos ao anticomunismo, os tridemistas não concordam com a continuidade da luta de classes, a revolução proletária e a criação de uma ditadura do proletariado, pois para os tridemistas, a metodologia marxista é incapaz de alcançar um estado de igualdade entre a população. Segundo o próprio Sun, considerado atualmente apesar de socialista, um cristão com valores tradicionais, sobre o marxismo, ele diz:
"Nós podemos aprender algo com o marxismo, mas não podemos seguir os métodos marxistas."

- Sun Yat-sen
Para Sun, o marxismo clássico, e em especial os partidos comunistas ocidentais, eram dogmáticos e ultrapassados, conforme ele afirma que: "O Princípio Minsheng, não é o comunismo do presente, mas do futuro.".

### Fascismo
O Tridemismo, apesar de não manter uma doutrina ou referencia plausível sobre, tem a maioria de seus adeptos como Antifascistas. No caso de Chiang Kai-shek, ainda existe muita discussão acadêmica sobre se o Chianguismo seria um pensamento tridemista que se tornou fascista ou não.

### Liberalismo
Após a morte de Sun Yat-sen, muitos tridemistas acusaram de revisionismo e se posicionaram contra o governo atual da República da China, que se mantem ativa sob uma Democracia representativa, indo contra o processo tutelado onde um partido deveria liderar e co-agir no governo. De toda forma, essa discussão não possuí profundidade suficiente ou relevância entre os acadêmicos, já que o próprio Partido Nacionalista da China, que em tese deveria ser o "Partido do Povo", segundo o tridemismo, deu inicio nos anos 2000 a abertura política do país através de Lee Teng-hui.